# La Frette-sur-Seine
La Frette-sur-Seine – miejscowość i gmina we Francji, w regionie Île-de-France, w departamencie Dolina Oise. Przez miejscowość przepływa Sekwana. 
Według danych na rok 1990 gminę zamieszkiwało 4126 osób, a gęstość zaludnienia wynosiła 2043 osób/km² (wśród 1287 gmin regionu Île-de-France Frette-sur-Seine plasuje się na 362. miejscu pod względem liczby ludności, natomiast pod względem powierzchni na miejscu 862.).